# Fantasy Filmfest 2022
Das 36. Fantasy Filmfest (2022) fand in der Zeit vom Mittwoch, den 7. September, bis Mittwoch, den 14. September 2022, im Kino in der Kulturbrauerei in Berlin und in den City-Kinos in München; vom Mittwoch, den 14. September, bis Mittwoch, den 21. September 2022, im Savoy Filmtheater in Hamburg, im EM in Stuttgart und in der Residenz Astor Film Lounge in Köln; sowie vom Mittwoch, den 21. September, bis Mittwoch, den 28. September 2022, in der Harmonie in Frankfurt am Main und im Cinecitta in Nürnberg statt.
Aufgrund der COVID-19-Pandemie entfiel das normalerweise im Januar stattfindende Nebenfestival White Nights.
Im Frühjahr fanden, nachdem im Vorjahr aufgrund der Pandemie die White Nights und die Nights zu den Fantasy Filmfest Nights XL zusammengelegt worden waren, die Nights regulär statt. Das Format mit 4 statt 2 Festivaltagen wurde jedoch beibehalten. Das Festival fand vom
Donnerstag, den 31. März, bis Sonntag, den 3. April 2022, im CINEMA-Filmtheater in München, in der Harmonie in Frankfurt am Main, im Savoy Filmtheater in Hamburg und in der Residenz Astor Film Lounge in Köln; sowie vom Donnerstag, den 7. April, bis Sonntag, den 10. April 2022, im Kino in der Kulturbrauerei in Berlin und im EM in Stuttgart und im Cinecitta in Nürnberg statt.
Alle hier aufgeführte Filme wurden in allen Städten gezeigt.

## Liste der gezeigten Filme
| Fantasy Filmfest Nights | Fantasy Filmfest Nights                              | Fantasy Filmfest Nights               | Fantasy Filmfest Nights | Fantasy Filmfest Nights |
| Originaltitel           | Deutscher Titel                                      | Land                                  | Jahr                    | Regisseur               |
| ----------------------- | ---------------------------------------------------- | ------------------------------------- | ----------------------- | ----------------------- |
| Barbarians              | --                                                   | Großbritannien                        | 2021                    | Charles Dorfman         |
| The Cellar              | --                                                   | Irland                                | 2022                    | Brendan Muldowney       |
| Dark Glasses            | Dark Glasses – Blinde Angst                          | Italien, Frankreich                   | 2022                    | Dario Argento           |
| Fresh                   | --                                                   | USA                                   | 2021                    | Mimi Cave               |
| Hatching                | --                                                   | Finnland, Schweden                    | 2022                    | Hanna Bergholm          |
| Incroyable mais vrai    | Unglaublich, aber wahr                               | Frankreich                            | 2022                    | Quentin Dupieux         |
| Inexorable              | Eiskalter Engel                                      | Belgien, Frankreich                   | 2022                    | Fabrice du Welz         |
| Luzifer                 | --                                                   | Österreich                            | 2021                    | Peter Brunner           |
| Оторви и выбрось        | No Looking Back – Ohne Rücksicht auf Verluste        | Russland                              | 2021                    | Kirill Sokolov          |
| 紧急救援                | The Rescue – Gefährlicher Einsatz                    | Hongkong, China                       | 2020                    | Dante Lam               |
| Saloum                  | --                                                   | Senegal, Demokratische Republik Kongo | 2021                    | Jean Luc Herbulot       |
| She will                | --                                                   | Großbritannien                        | 2021                    | Charlotte Colbert       |
| Barbaque                | Veganer schmecken besser – Erst killen, dann grillen | Frankreich                            | 2021                    | Fabrice Eboué           |
| 특송                    | Special Delivery                                     | Südkorea                              | 2022                    | Park Dae-Min            |
| X                       | --                                                   | USA                                   | 2022                    | Ti West                 |
| You Are Not My Mother   |                                                      | Irland                                | 2021                    | Kate Dolan              |
| Zalava                  | --                                                   | Iran                                  | 2021                    | Arsalan Amiri           |

| Fantasy Filmfest          | Fantasy Filmfest                    | Fantasy Filmfest             | Fantasy Filmfest | Fantasy Filmfest                          | Fantasy Filmfest                     |
| Originaltitel             | Deutscher Titel                     | Land                         | Jahr             | Regisseur                                 | Sparte                               |
| ------------------------- | ----------------------------------- | ---------------------------- | ---------------- | ----------------------------------------- | ------------------------------------ |
| After Yang                | --                                  | USA                          | 2021             | Kogonada                                  | Official Selection                   |
| 외계+인 1부               | Alienoid                            | Südkorea                     | 2022             | Choi Dong-hoon                            | Official Selection                   |
| American Carnage          | --                                  | USA                          | 2022             | Diego Hallivis                            | Official Selection                   |
| Carrie                    | Carrie – Des Satans jüngste Tochter | USA                          | 1976             | Brian de Palma                            | Exklusiv in Hamburg, Köln, Stuttgart |
| Deadstream                | --                                  | USA                          | 2022             | Joseph Winter, Vanessa Winter             | Official Selection                   |
| Don’t Worry Darling       | --                                  | USA                          | 2022             | Olivia Wilde                              | Eröffnungsfilm                       |
| 비상선언                  | Emergency Declaration               | Südkorea                     | 2021             | Han Jae-Rim                               | Abschlussfilm                        |
| L'employée du mois        | Employee of the Month               | Belgien                      | 2022             | Véronique Jadin                           | Fresh Blood                          |
| The Endless               | --                                  | USA                          | 2017             | Justin Benson, Aaron Moorhead             | Exklusiv in Berlin                   |
| Family Dinner             | --                                  | Österreich                   | 2022             | Peter Hengl                               | Fresh Blood                          |
| Freaks Out                | --                                  | Italien, Belgien             | 2022             | Gabriele Mainetti                         | Fresh Blood                          |
| a.s.m.ort                 | --                                  | Kanada                       | 2022             | Maxime S. Girard                          | Get Shorty                           |
| Horse Brothers            | --                                  | USA                          | 2022             | Milos Mitrovic, Fabian Velasco            | Get Shorty                           |
| Not another serial Killer | --                                  | Kanada                       | 2021             | Angela Hanna Goulene, Alessandro Russotti | Get Shorty                           |
| The rock of ages          | --                                  | Island                       | 2021             | Eron Sheean                               | Get Shorty                           |
| Cruise                    | --                                  | Kanada                       | 2022             | Sam Rudykoff                              | Get Shorty                           |
| Heartless                 | --                                  | Island                       | 2021             | Haukur Björgvinsson                       | Get Shorty                           |
| Hideous                   | --                                  | Großbritannien               | 2022             | Yann Gonzalez                             | Get Shorty                           |
| Sarangi                   | --                                  | Großbritannien               | 2022             | Tarun Thind                               | Get Shorty                           |
| Tank Fairy                | --                                  | Taiwan                       | 2021             | Erich Rettstadt                           | Get Shorty                           |
| Under the ice             | --                                  | Spanien                      | 2021             | Alvaro Rodriguez Areny                    | Get Shorty                           |
| Huesera                   | Die Knochenfrau                     | Mexiko, Peru                 | 2022             | Michelle Garza Cervera                    | Fresh Blood                          |
| 헌트                      | Hunt                                | Südkorea                     | 2022             | Lee Jung-jae                              | Official Selection                   |
| Medusa Deluxe             | --                                  | Großbritannien               | 2022             | Thomas Hardiman                           | Official Selection                   |
| Megalomaniac              | --                                  | Belgien                      | 2022             | Karim Ouelhaj                             | Official Selection                   |
| Moloch                    | --                                  | Niederlande                  | 2022             | Nico van den Brink                        | Official Selection                   |
| Next Exit                 | --                                  | USA                          | 2022             | Mali Elfman                               | Official Selection                   |
| Nothing                   | --                                  | Dänemark                     | 2022             | Trine Piil Christensen, Seamus McNally    | Fresh Blood                          |
| Ogre                      | --                                  | Belgien, Frankreich          | 2021             | Arnaud Malherbe                           | Official Selection                   |
| Old People                | --                                  | Deutschland                  | 2022             | Andy Fetscher                             | Official Selection                   |
| La pietà                  | --                                  | Spanien, Argentinien         | 2022             | Eduardo Casanova                          | Fresh Blood                          |
| Piggy                     | --                                  | Spanien                      | 2022             | Carlota Pereda                            | Fresh Blood                          |
| The Price We Pay          | --                                  | USA                          | 2022             | Ryūhei Kitamura                           | Official Selection                   |
| Raven’s Hollow            | --                                  | Großbritannien               | 2022             | Christopher Hatton                        | Official Selection                   |
| 범죄도시2                 | The Roundup                         | Südkorea                     | 2022             | Lee Sang-Yong                             | Official Selection                   |
| The Seed                  | --                                  | Großbritannien               | 2021             | Sam Walker                                | Official Selection                   |
| Sick of myself            | --                                  | Norwegen, Schweden           | 2022             | Kristoffer Borgli                         | Fresh Blood                          |
| Sissy                     | --                                  | Australien                   | 2022             | Hannah Barlow, Kane Senes                 | Official Selection                   |
| Something in the Dirt     | --                                  | USA                          | 2022             | Justin Benson, Aaron Moorhead             | Official Selection                   |
| Gæsterne                  | Speak No Evil                       | Dänemark, Niederlande        | 2022             | Christian Tafdrup                         | Centerpiece                          |
| Swallowed                 | --                                  | USA                          | 2022             | Carter Smith                              | Official Selection                   |
| The Twin                  | --                                  | Finnland                     | 2022             | Taneli Mustonen                           | Official Selection                   |
| Watcher                   | --                                  | Vereinigte Arabische Emirate | 2022             | Chloe Okuno                               | Official Selection                   |
| L'année du requin         | Year of the Shark                   | Frankreich                   | 2022             | Ludovic Boukherma & Zoran Boukherma       | Official Selection                   |

Der Film Freaks Out wurde mit dem Fresh Blood Award ausgezeichnet.